# Crush of night
Crush of night is het zevende muziekalbum van IZZ. Het album is het vervolg op The darkened room, vandaar de link qua titel met dat album (donker). Het album is opgenomen in de Underground geluidsstudio van de band zelf. Opvallende gastmusicus is Gary Green, ooit lid van de progressieve rockband Gentle Giant. De muziek van IZZ is echter in maar weinig opzichten te vergelijken met de muziek van Gentle Giant.

## Musici
- Anmarie Byrnes - zang
- Paul Bremner – zang, gitaar
- John Galgano – basgitaar, gitaar, zang
- Tom Galgano – toetsinstrumenten, zang
- Greg DiMiceli – slagwerk, percussie
- Brian Coralian – slagwerk, percussie

Met medewerking van :
- Gary Green – gitaar en zang op Words and miracles, The crush of night
- Greg Meale – gitaar op Almost over

## Muziek
| Nr. | Titel                                                 | Duur  |
| --- | ----------------------------------------------------- | ----- |
| 1.  | You’ve got a time                                     | 4:09  |
| 2.  | Words and miracles                                    | 7:18  |
| 3.  | Solid ground                                          | 6:02  |
| 4.  | Half the way                                          | 6:07  |
| 5.  | Crush of night (1.This reality; 2.The crush of night) | 26:50 |
| 7.  | Almost over                                           | 4:19  |